# Мітрясова Олена Петрівна
Мітрясова Олена Петрівна (нар. 28 квітня 1967, Миколаїв) — український науковець, доктор педагогічних наук, професор кафедри екології Чорноморського національного університету імені Петра Могили.

## Освіта та наукова діяльність
Закінчила у 1990 р. з відзнакою хімічний факультет Одеського державного університету ім. І. І. Мечникова (нині Одеський національний університет імені І. І. Мечникова [Архівовано 10 листопада 2021 у Wayback Machine.]) за фахом — органічна хімія. Кваліфікація — Хімік. Викладач. Під час університетської освіти набула навичок інструментальної дослідницької роботи в галузі органічного синтезу на кафедрі органічної хімії, однієї з провідних наукових шкіл колишнього Союзу.
У 2000 р. в Інституті педагогіки і психології професійної освіти АПН України (м. Київ) захищено кандидатську дисертацію з проблем екологічної освіти студентів; спеціальність — 13.00.04 «Теорія і методика професійної освіти». У кандидатській дисертації обґрунтовано імператив екологізації природничої, зокрема хімічної освіти. 2003 р. — присвоєно вчене звання доцента по кафедрі ґрунтознавства та агрохімії.
У 2009 р. в Інституті педагогіки НАПН України (м. Київ) [Архівовано 16 квітня 2022 у Wayback Machine.] успішно захищено докторську дисертацію з проблем інтегрованого навчання хімічних дисциплін студентів; спеціальність — 13.00.02 «Теорія та методика навчання (хімія)». В основу докторської дисертації покладено ідею інтеграції змісту освіти, як провідної тенденції розвитку сучасних наукових знань. 2011 р. — присвоєно вчене звання професора по кафедрі екології та природокористування.
Мітрясова О. П. є ученицею відомого українського вченого в галузі методики навчання хімії, професора, доктора педагогічних наук Буринської Ніни Миколаївни.
Мітрясова О. П. є автором близько 400 наукових та методичних праць, зокрема монографії і 16 навчальних посібників із загальної, органічної хімії, хімічної екології, моніторингу довкілля для студентів природничих спеціальностей вищих навчальних закладів освіти. Має 7 авторських свідоцтв.
Галузі наукових інтересів пов'язано із професійною діяльністю: •Педагогіка вищої школи; методика викладання у вищій школі; •Концептуальні підходи, зміст, методи, форми, інструменти екологічної, природничої та хімічної освіти; •Інтегрований підхід до конструювання змісту навчання; •Методологія та зміст освіти для сталого розвитку; •Соціальні аспекти збалансованого розвитку; •Екологічний моніторинг та менеджмент водних об'єктів; проблеми раціонального збалансованого природокористування.

## Професійна кар'єра і навички
З 1990 р. по 1993 р. Мітрясова О. П. обіймала посаду інженера-хіміка відділу екології Науково-виробничого об'єднання «ТОР», м. Миколаїв. З 1993 по 2010 рр. працювала асистентом, старшим викладачем, доцентом, професором кафедри ґрунтознавства та агрохімії Миколаївського національного аграрного університету [Архівовано 24 лютого 2018 у Wayback Machine.]. З 2010 р. і по 2018 обіймала посаду завідувача кафедри екології та природокористування Чорноморського національного університету імені Петра Могили. За роки завідування розширилась матеріально-технічна база кафедри, мережа наукових зв'язків та філій, набув розвитку міжнародний аспект співробітництва з європейськими університетами в галузі екології, охорони довкілля та підготовки спеціалістів-екологів. З 2018 р. до тепер — професор кафедри екології Чорноморського національного університету імені Петра Могили. 2018—2025 рр. — координаторка Міжнародних проєктів з Програм Британської Ради, Еразмус+ Жана Моне, Вишеградського фонду.
У 2013—2015 рр. викладала у Миколаївському національному університеті імені В. О. Сухомлинського та в 2015—2016 рр. в Інституті біології та охорони навколишнього середовища Поморської академії в Слупську (Польща).
Професійна діяльність професора Мітрясової О. П. пов'язана з широким діапазоном викладання навчальних курсів хімічного, екологічного і педагогічного спрямування: •Загальна та неорганічна хімія; •Органічна хімія; •Хімічна екологія; •Педагогіка та психологія вищої школи; •Моніторинг довкілля; •Геохімія навколишнього середовища; •Технології захисту навколишнього середовища; •Загальна екологія та основи сталого розвитку; •Гідроекологія.

## Підвищення кваліфікації та стажування
- Національний університет «Львівська політехніка», кафедра екологічного контролю та аудиту, м. Львів, Україна, 2013 р.; — Інститут біології та охорони навколишнього середовища Поморської академії в Слупську (Польща), 2014 р; — Міжнародне навчання «Waste management and resource and energy saving. European experience», Vinnytsia, Ukraine, 2015; — Інститут біології та охорони навколишнього середовища Поморської академії в Слупську (Польща), 2015 р; — Інститут географії та охорони навколишнього середовища, Університет Західної Англії, м. Бристоль, Велика Британія, 2016 р; — Кафедра неорганічної та аналітичної хімії, Саарландського університету [Архівовано 1 серпня 2011 у Wayback Machine.], м. Саарбрю́ккен. Німеччина, 2017 р; — Міжнародна літня школа Erasmus+ project «Instruments, Politics & the Best Practices of Environmental Protection in European Union», м. Київ, Україна, 2017 р; — Міжнародний семінар DAAD в Україні «Модуль — навчальна програма — подвійний диплом», Київ, 2017 р.; Міжнародна літня школа «European Studies for Sustainable Development» (м. Київ, Національний університет харчових технологій, червень 2020 р.); «Higher Education: Staff Mobility For Training», 2022, Palermo University, Italy; «Sustainable development & Climate change», 2022, Preszow University of Technology, Poland; «Academy for Professional Development», 10–28 July, 2023, Swansea University, United Kingdom;Participation of the international study visit with support of Goethe-Institute Ukraine part of Embassy of the Federal Republic of Germany in Ukraine, 22–28 January, 2024, University of Presov, Slovakia.

## Міжнародна наукова співпраця
- International Project under the patronage by British Council «Internalization Higher Education» between Petro Mohyla Black Sea State University, Mykolaiv (PMBTNU) and University of the West of England (United Kingdom), 2016.
- International cooperation with Saarland University (Saarbrücken, Germany) under the patronage by DAAD. Conducting of the compatible research of the environmental assessment of the surface water resources, 2016/2017.
- International Project 597938-EPP-1-2018-1-UA-EPPJMO-MODULE «The Best European Practices for the „Water Security“ Platform to Achieve the Goals of Sustainable Development», 2018—2021
- Visegrad and Ukraine Dialogues on Climate Change and Sustainable Development, Visegrad Fund– 22110149, 2021—2022
- ERASMUS-JMO-2022-CHAIR_EUGD - 101081525 "European Green Dimensions", 2022-2025
- SAIA, "Environmental Education for the Future: best EU practices under the conditions of digitization and in response to the requests of modern higher education seekers and the labour market", University of Presov, the Slovak Republic, 2025